# Finn Roberts
Finn Roberts est un acteur américain, né le 22 avril 1996.

## Filmographie

### Cinéma

#### Long-métrage
- 2016 : 20th Century Women : Tim Drammer

#### Court-métrage
- 2013 : Nikolai : Nikolai
- 2015 : Ouroboros : Jason
- 2018 : The Debt : Howie

### Télévision

#### Série télévisée
- 2013-2014 : Side Effects (en) : Jason Connelly (5 épisodes)
- 2015 : Shameless : Hipster (1 épisode)
- 2017-2020 : Greenhouse Academy : Alex Woods (33 épisodes)